# Survive, Kaleidoscope
Survive, Kaleidoscope es un CD/DVD en vivo de la banda cristiana de metalcore Underoath. Fue lanzado el 27 de mayo de 2008.
El DVD contiene la presentación completa hecha en Filadelfia (Pensilvania). La interpretación de la canción "Young and Aspiring" esta incorrectamente etiquetada como "Returning Empty Handed".

## Lista de canciones
en parentesis se encuentran las ciudades en las cuales fue grabado el tema que corresponde
1. "Returning Empty Handed" (Sayreville, New Jersey) - 6:48
2. "In Regards to Myself" (Buffalo, New York) - 3:01
3. "It's Dangerous Business Walking out Your Front Door" (Dallas, Texas) - 3:49
4. "You're Ever So Inviting" (Baltimore, Maryland) - 4:09
5. "To Whom It May Concern" (Boise, Idaho) - 5:39
6. "A Moment Suspended in Time" (Worcester, Massachusetts) - 3:53
7. "Young and Aspiring" (Norfolk, Virginia) - 2:49
8. "Writing on the Walls" (Chicago, Illinois) - 4:06
9. "Everyone Looks So Good from Here" (Omaha, Nebraska) - 5:01
10. "Casting Such a Thin Shadow" (Baltimore, Maryland) - 6:13
11. "Moving for the Sake of Motion" (St. Paul, Minnesota) - 3:19
12. "A Boy Brushed Red, Living in Black and White" (Sayreville, New Jersey) - 4:55

### DVD: "Live from The Electric Factory, Philadelphia, PA"
1. "Intro (Salmanir)"
2. "Returning Empty Handed"
3. "In Regards To Myself"
4. "It's Dangerous Business Walking Out Your Front Door"
5. "You're Ever So Inviting"
6. "To Whom It May Concern"
7. "A Moment Suspended In Time"
8. "Young And Aspiring"
9. "There Could Be Nothing After This"
10. "Writing On The Walls"
11. "Everyone Looks So Good From Here"
12. "Casting Such A Thin Shadow"
13. "Moving For The Sake Of Motion"
14. "A Boy Brushed Red, Living In Black And White"

- Datos: Q3278911